# LZM

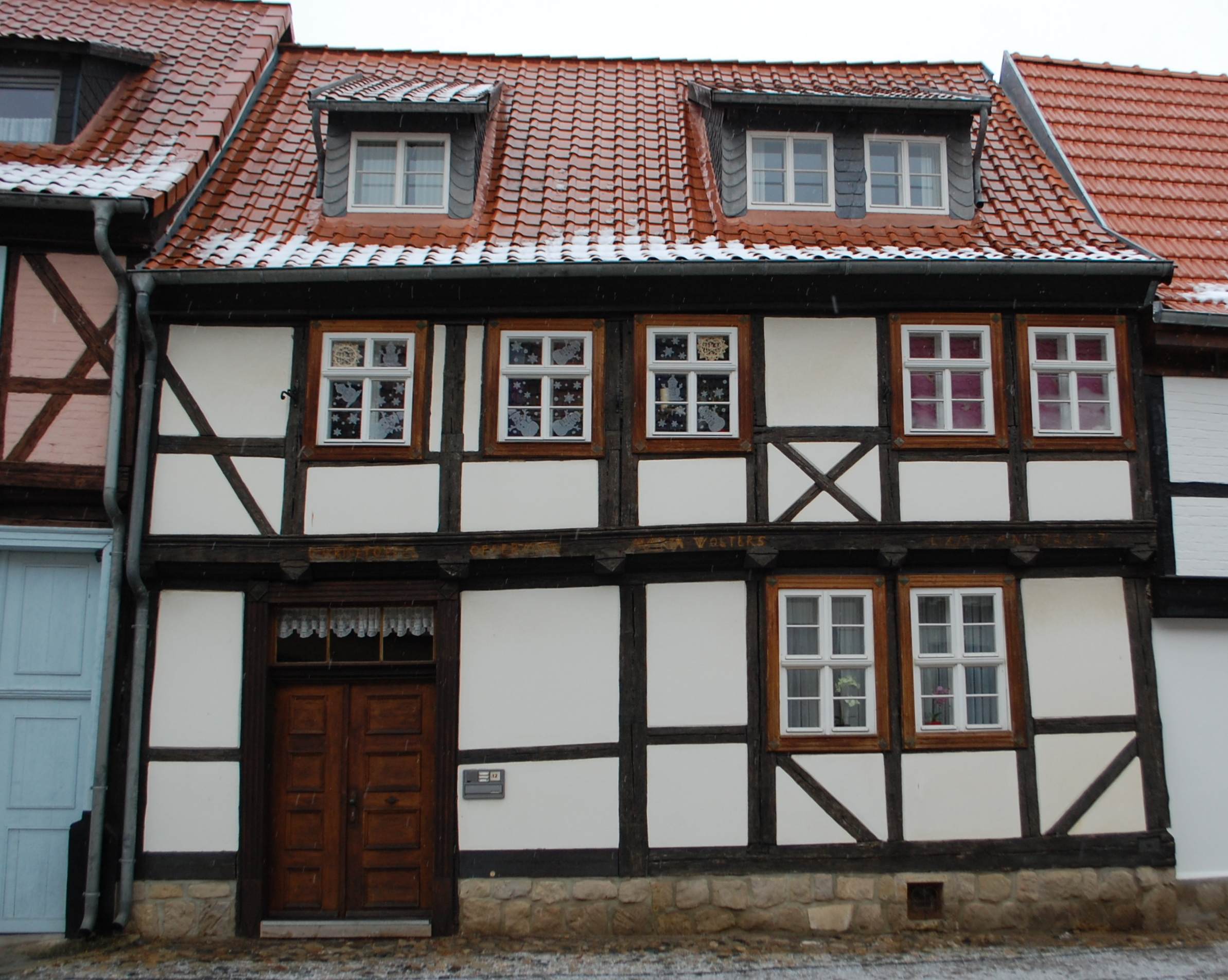
Ballstraße 12

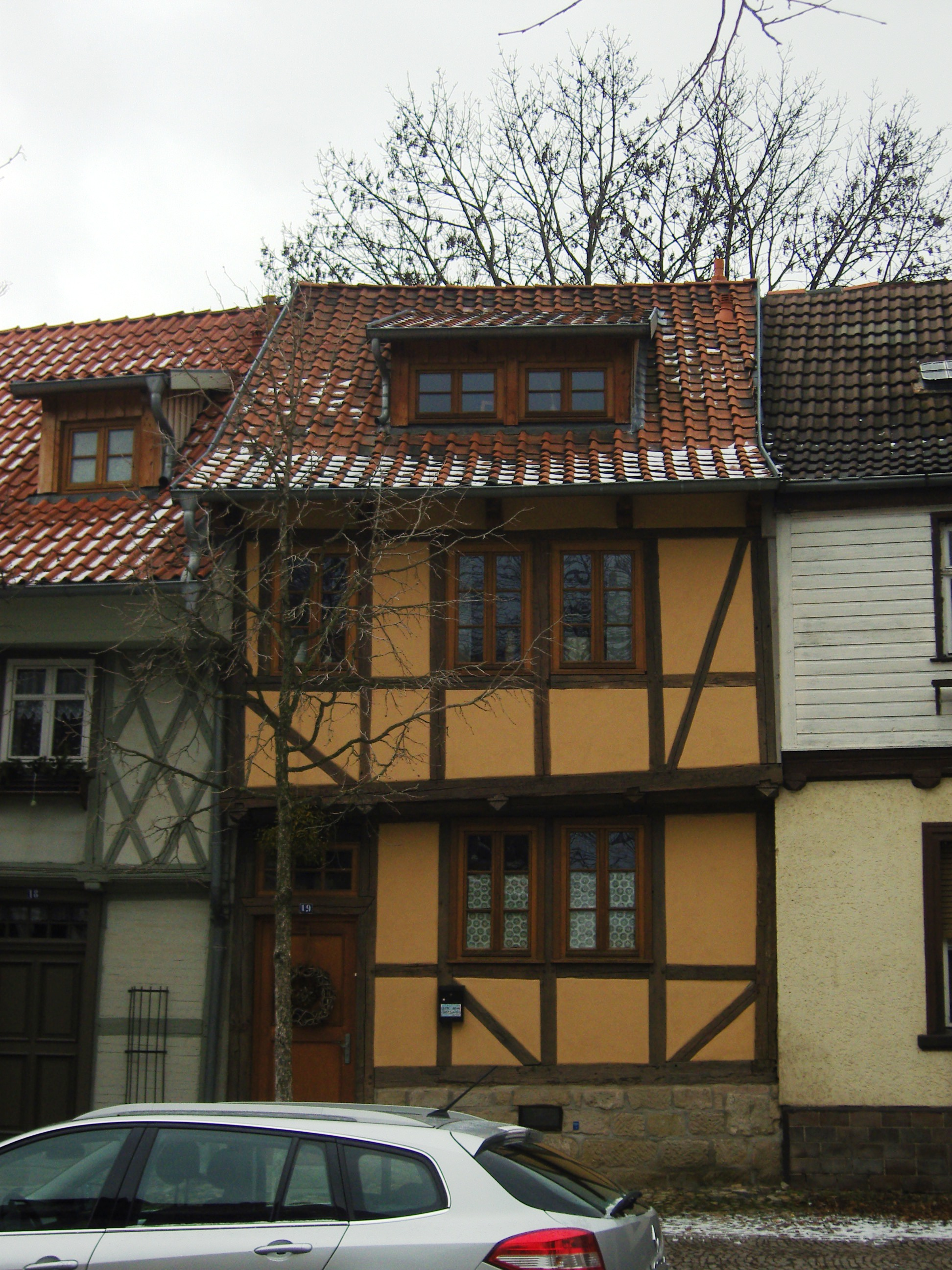
Haus Reichenstraße 19

LZM ist das Signum eines namentlich nicht sicher bekannten Zimmermeisters aus dem 17. und 18. Jahrhundert. Er schuf diverse noch heute erhaltene und zum UNESCO-Weltkulturerbe gehörende Fachwerkhäuser in Quedlinburg.
Vermutlich lautete der Nachname Zimmermann und begann der Vorname mit L. Für den Baumeister LZM ist die Errichtung von neun Gebäuden im Zeitraum von 1697 bis 1702 in der Quedlinburger Neustadt bekannt. Darüber hinaus wird vermutet, dass auch ein Gebäude von 1690 in der Altstadt sowie zwei Gebäude von 1706 und 1709 auf ihn zurückgehen.
Er baute in einem traditionellen Stil unter Einsatz von Ständerreihung, Brüstungshölzern und Pyramidenbalkenköpfen. Darüber hinaus setzte er Brüstungsstreben ein und verwandte für die Ausfachung der Gefache Lehmstakungen. Markant für ihn ist der Einsatz einer kleinen Fase auf der Stockschwelle, statt der sonst bei anderen Baumeistern üblichen flachen und hohen Schiffskehlen.
Seine konservative Gestaltung könnte auf die Wünsche seiner Auftraggeber zurückgehen. Sie stammten aus weniger vermögenden Schichten. So hatten die von ihm errichteten Häuser üblicherweise nur eine Breite von sechs Gebinden und zwei Stockwerke.

## Bauten
Folgende Bauten des Zimmermeisters sind bekannt:
- Schmale Straße 4, 1690
- Ballstraße 12, 1697
- Ballstraße 48, 1700
- Mauerstraße 5, 1700
- Neustädter Kirchhof 22, 1700
- Ballstraße 34, 1701
- Reichenstraße 17, 1701
- Reichenstraße 19, 1702
- Pölkenstraße 49, 1702

Darüber hinaus wird vermutet, dass das mit M.L.Z. gezeichnete Haus Ballstraße 10 aus dem Jahr 1695 und das mit C. Zimmermann gezeichnete, 1709 errichtete, südliche Hofgebäude der Breiten Straße 31 möglicherweise ebenfalls von ihm gebaut wurde.